# 르완다의 국장
르완다의 국장은 2001년에 제정되었다.

르완다의 국장

국장 위쪽에 있는 금색 리본에는 르완다의 공식 명칭인 "르완다 공화국"(Repubulika y'u Rwanda)이 키냐르완다어로 쓰여져 있다. 리본 아래쪽에는 태양이 그려져 있으며 국장 아래쪽에는 톱니바퀴가 그려져 있다.
국장 가운데에는 르완다의 전통적인 바구니가 그려져 있다. 바구니 왼쪽에는 사탕수수가 그려져 있고 바구니 오른쪽에는 커피가 그려져 있다. 국장 전체를 초록색 고리가 감싸고 있으며 고리 끝 부분을 매듭으로 묶고 있다.
국장 아래쪽에 있는 금색 리본에는 르완다의 국가 표어인 "단결, 노동, 애국심"(Ubumwe, Umurimo, Gukunda Igihugu)이 키냐르완다어로 쓰여져 있다.

르완다의 국장 (1962년-2001년)